# Answers Research Journal
Answers Research Journal (ARJ) es una revista de ciencia de la creación de acceso abierto publicada por Answers in Genesis (AiG), una organización fundamentalista de apología cristiana. Fundada en 2008, la revista en línea se dedica a la investigación sobre «la creación reciente y el diluvio global en un marco bíblico». La investigación de ARJ no es científicamente sólida y alienta a los lectores a dudar de la evidencia científica convencional. La revista, en su aceptación del creacionismo de la Tierra joven (CTJ), apoya la idea no científica de una Tierra de 6000 años, entre otras afirmaciones. La revista se niega a publicar investigaciones que contradigan su sistema de creencias. Mientras ARJ se somete a un proceso derevisión por pares, los revisores de la revista se seleccionan de un grupo de personas que solo apoyan las posturas de la revista. Por tanto, los miembros de la comunidad científica quedan excluidos del proceso de revisión.
La mayoría de los artículos de la revista están escritos por un pequeño grupo de autores, muchos de ellos sin credenciales académicas, y los autores pueden publicar bajo seudónimos. El consejo editorial de ARJ no se revela. La revista ha tenido una recepción negativa por parte de varios geólogos, biólogos y científicos escépticos. Andrew Snelling, geólogo que postula el CTJ, se desempeña como jefe de redacción de la revista y director de investigación en AiG.

## Historia y descripción general

### Antecedentes y creencias
Answers in Genesis (AiG) es la organización en apoyo al creacionismo de la Tierra joven (CTJ) más grande del mundo. Las publicaciones dirigidas a académicos de CTJ existen desde mediados de la década de 1960, aunque estas publicaciones generalmente dependían de membresías organizacionales y suscripciones pagas. El lanzamiento de ARJ en 2008 marcó la primera revista CTJ gratuita y de acceso abierto revisada por pares. ARJ se creó porque los creacionistas argumentaron que las revistas de biología no publicarían sus investigaciones porque estaban sesgadas «contra Dios y a favor de Darwin». La mayoría de los artículos de la revista están escritos por un pequeño grupo de autores, muchos de ellos sin credenciales académicas. En 2012, Callie Joubert (de credenciales desconocidas) contribuyó a casi la mitad de los artículos de la revista ese año. El jefe de redacción Snelling, Joubert y Danny Faulkner (un «astrónomo del universo joven») contribuyeron con el 45 por ciento de los artículos del volumen de 2014. ARJ se parece visualmente a revistas científicas reales de acceso abierto como PLOS Genetics. El fundador de AiG, Ken Ham, prevé que tanto cristianos como no cristianos lean la revista. El geólogo de CTJ, Andrew Snelling, se desempeña como jefe de redacción de la revista y director de investigación en AiG. Según Snelling, la revista se esfuerza por «publicar la mejor investigación posible desde una perspectiva creacionista en las ciencias, las humanidades y la teología». El objetivo de la revista no es la investigación científica. Más bien, su objetivo es alinear los hallazgos de sus eruditos con una lectura literal de la Biblia.
La bióloga de AiG, Georgia Purdom, sostiene que la revista comienza con el punto de vista de que la Biblia es verdadera, mientras que otras revistas «comenzarán con el razonamiento humano como base de la verdad». La revista se dedica a la investigación sobre «la creación reciente y el diluvio global en un marco bíblico». Esta investigación no es científicamente sólida. ARJ defiende una interpretación CTJ y literalista de la Biblia, que incluye creencias como que la edad de la Tierra es de aproximadamente 6000 años, la narrativa del Diluvio del Génesis y el rechazo de la macroevolución. Estas nociones contradicen la ciencia convencional. Utilizando la datación radiactiva, los científicos han descubierto que la Tierra tiene alrededor de 4500 millones de años. El ARJ intenta refutar la datación radiactiva o demostrar que la totalidad del registro de roca fue el resultado de una gran inundación. ARJ utiliza con frecuencia lenguaje científico en un intento de desacreditar los estudios científicos. Principalmente, la revista existe para alentar a los lectores a dudar de la evidencia científica convencional.

### Políticas editoriales
El consejo editorial de ARJ no se divulga y los autores no están identificados en el sumario. Los autores también pueden publicar bajo seudónimo. Para ser publicado en la revista, las opiniones de uno deben estar alineadas con la interpretación literalista del Libro del Génesis del editor. Además, cualquier persona que trabaje con AiG debe firmar una declaración de fe, incluida una declaración que diga: «Ninguna evidencia aparente, percibida o reclamada en ningún campo, incluida la historia y la cronología, puede ser válida si contradice el registro de las Escrituras». Como tal, ARJ se niega a publicar trabajos científicos que contradigan ideas dentro del cristianismo fundamentalista, y el jefe de redacción puede rechazar un artículo por violar la declaración de fe de AiG. Si bien la revista se somete a un proceso de revisión por pares, está sujeta a sesgos de publicación ya que los revisores de la revista se seleccionan de un grupo de personas que «apoyan las posiciones adoptadas por la revista». Como resultado, los miembros de la comunidad científica quedan excluidos del proceso de revisión.  El concepto de faith-checking («verificación de la fe») también se incluye en el proceso de revisión. En palabras del escéptico Steven Novella, el proceso de revisión por pares de la revista es «inútil» ya que «sólo sirve para dar un falso visto bueno de legitimidad científica a una ideología religiosa anticientífica».

### Artículos notables
El artículo inaugural de la revista, escrito por el profesor Alan Gillen de la Universidad Liberty, se tituló Microbes and the days of creation («Los microbios y los días de la creación»). El artículo trataba sobre la historia de los microorganismo s y Gillen argumentaba que fueron creados por Dios para actuar como «sistemas biológicos» con plantas, animales y humanos.[18] (El tema de la microbiología no se menciona en ninguna parte de las Escrituras bíblicas). Además, Gillen argumentó que los orígenes del VIH se remontan a la Caída del hombre bíblica (es decir, cuando Adán y Eva fueron desterrados del Edén).
Un artículo escrito por Rod J. Martin, descrito únicamente como un «investigador independiente», daba una interpretación creacionista del cambio climático. Según Martin, el cambio climático es esencialmente un engaño inventado por «evolucionistas ateos». Su tesis, incorrectamente, afirma: «No hay ninguna razón, ni bíblica ni científicamente, para temer las afirmaciones exageradas y equivocadas de una catástrofe como resultado de los niveles crecientes de dióxido de carbono (CO2) producido por el hombre». Un artículo de 2009 propone que Dios hizo petróleo poco después de crear la Tierra y cita la historia bíblica del Arca de Noé como «evidencia de su teoría».
En un intento por refutar la evolución, un artículo de 2013 argumentó que los humanos y los chimpancés solo compartían el 70% del ADN. Si bien no existe un método objetivo para determinar el porcentaje de similitudes en el ADN de dos especies, los científicos han llegado a un rango de similitud del 95 al 98% entre humanos y chimpancés (siendo el consenso del 96%). El estudio compara cromosomas completos para ver cómo coinciden en lugar de comparar mutaciones puntuales en partes específicas de los cromosomas. El autor del estudio revisó su estimación en 2015 al 88% después de descubrir un bug en su algoritmo desecuenciación del genoma.

## Recepción
Desde sus inicios, la revista ha enfrentado críticas de científicos escépticos. El biólogo Paul Z. Myers se refiere a la revista como una «empresa deshonesta» y sugiere que «todo lo que se publique en [ARJ] será un artículo de mala calidad». Novella considera la revista como un «ataque insidioso a la ciencia» y debería utilizarse como «una herramienta para exponer a los creacionistas tal como son». Al describir la revista como «una tontería», el filósofo Massimo Pigliucci sostiene que la revista fue creada porque «[los creacionistas] buscan respetabilidad a través de museos falsos y revistas revisadas por pares porque saben que la Edad Media ha terminado, y simplemente gritar la propia fe en un dios ya no lo va a cortar».
Keith Miller, geólogo y cristiano evangélico, dice que las publicaciones como ARJ son en gran medida ignoradas por la comunidad científica, pero quienes carecen de formación científica tal vez no puedan diferenciar ARJ de las revistas científicas genuinas. La antropóloga Eugenie Scott afirma que ARJ es parte de la «batalla continua para eliminar la ciencia de los planes de estudios locales». Burlándose de ARJ como una «revista científica», el genetista Adam Rutherford escribe: «meterse plumas en el trasero no te convierte en un pollo», y postuló que la revista puede ser una broma.  Si bien aplaudió el uso por parte de la revista de un sistema de revisión por pares doble ciego, un artículo en Discover lamentó que «no habrá ninguna ciencia real que evaluar».